# Jan-Baptist Onraet
Jan-Baptist Onraet (Kortrijk, 23 september 1678 - Amsterdam, 27 februari 1743), ook Goetgebuer genoemd, was een Zuid-Nederlands jezuïet en missionaris.

## Levensloop
Onraet leed aan zware bloedstortingen uit neus, mond, ogen en oren. Volgens het getuigenis van Philippe Verheyen, arts en hoogleraar aan de universiteit van Leuven, werd hij hiervan op bovennatuurlijke manier genezen, door de tussenkomst van de heilige Franciscus Xaverius.
Hij trad in bij de jezuïetenorde en werd in 1726 naar Noord-Nederland gezonden, als overste van de missionerende jezuïetenmissie. Hij vestigde zijn gewoon verblijf op het slot van de vrouwe van Ankeveen, Maria Elizabeth de Wale, voor wie hij als huispriester fungeerde.

## Publicaties
- Devotie van de 10 Vrijdagen ter eere van den H. Franciscus Xaverius.
- De Doodstrijd van Christus.